# Moulin à eau Saint-Laurent de l’Île-d’Orléans
Le moulin à eau Saint-Laurent de l'Île-d'Orléans est l'un des derniers moulins à eau du Québec au Canada.